# Liste der Gesellschaftsarchive in der Burgerbibliothek Bern
Die Liste enthält die in der Burgerbibliothek Bern vorhandenen schriftlichen Gesellschaftsarchive mit ihren Signaturen.
| Gesellschaft/Verein | von      | bis      | Signatur/Link         | Laufmeter | Bemerkungen (Bestand) |
| --- | -------- | -------- | --------------------- | --------- | --- |
| Akademie der Naturwissenschaften Schweiz (SCNAT)                                                                           | 1808     | 2016     | GA SANW               | 71        | |
| Akademische Kommentverbindung Burgundia                                                                                    | 1886     | 2011     | GA Burgundia          | 7         | |
| Akademischer Alpenclub Bern                                                                                                | 1905     | 2011     | GA AACB               | 2.5       | |
| Äusserer Stand | 1700 ca. | 1800 ca. | Mss.h.h.X.1–47        |           | |
| Berner Kammerorchester | 1938     | 2002     | GA BKO                | 6.5       | |
| Berner Oberstadt-Leist | 20. Jh.  |          | GA BOL                | 8.3       | |
| Berner Singstudenten | 20. Jh.  |          | GA Singstudenten      | 17        | |
| Bernische Museum- und Lesegesellschaft                                                                                     | 1791     | 1983     | GA MLG                | 5.5       | |
| Bernische Musikgesellschaft                                                                                                | 1815     |          | GA BMG                | 1.7       | |
| Bernische Stiftung für private Fürsorge                                                                                    | 1801     |          | GA Fürsorge           | 2.3       | |
| Bernischer Orchesterverein                                                                                                 | 1959     |          | GA BOV                | 1.5       | |
| Bernischer Organistenverband                                                                                               | 1902     | 2014     | GA Organisten         | 1.3       | |
| BFB Burgerinnen Forum Bern                                                                                                 | 2004     | 2016     | GA BFB                | 0.3       | |
| Bogenschützengesellschaft der Stadt Bern                                                                                   | 1647     |          | GA Bogenschützen      | 5.5       | |
| BTV Bern (Bürgerturnverein Bern)                                                                                           | 1881     | 2004     | GA BTV                | 11.2      | Enthält auch: Turnverein Bern-Nordquartier (TVN) / Turnverein Berna, Bern (TVB) |
| Cercle de la Grande Société de Berne                                                                                       | 1764     | 2007     | GA Grande Société     | 3.2       | |
| Gemüsebörse Bern, Freiburg und Solothurn (ehemals Treuhandstelle für Gemüse Bern)                                          | 1934     | 2002     | GA GBFS               | 1.7       | |
| Gemüseproduzenten-Vereinigung der Kantone Bern und Freiburg (GVBF)                                                         | 1946     | 2008     | GA GVBF               | 2.5       | |
| Jenner-Stiftung | 1736     | 2008     | GA Jenner             | 12.4      | |
| Kesslergass-Gesellschaft Bern                                                                                              | 1868     | 2002     | GA KGB                | 2         | |
| Konzertchor Pro Arte, Bern (ehemals Lehrergesangverein Bern, LGVB)                                                         | 1897     | 2000     | GA Pro Arte           | 1         | |
| Landwirtschaftlicher Verein Amt Laupen                                                                                     | 1902     | 2004     | GA LV Laupen          | 0.3       | |
| Literarische Gesellschaft an der Berner Akademie                                                                           | 1814     | 1818     | GA LGA                | 0.2       | |
| Loge zur Hoffnung | 1762     | 1928     | GA LzH                | 6.6       | |
| Matte-Leist, Bern | 1922     |          | GA Matte-Leist        | 0.2       | |
| Muhleren-Leist | 1889     | 1959     | ES 130–134            |           | Siehe auch Mss.h.h.LII.19 (54) |
| Naturforschende Gesellschaft in Bern                                                                                       | 1786     | 2008     | GA NGB                | 7         | |
| Oekonomische Gemeinnützige Gesellschaft Bern (OGG)                                                                         | 1759     | 2005     | GA Oek.Ges.           | 20        | |
| Pistolenschützen-Gesellschaft der Stadt Bern                                                                               | 1879     | 1990     | GA PSG                | 1.3       | |
| Pontonier-Fahrverein der Stadt Bern                                                                                        | 1878     | 2016     | GA PFV                | 4.3       | |
| Rauch-Leist | 1790     | 1818     | Mss.Mül.186–190       |           | |
| Reismusketen-Schützengesellschaft der Stadt Bern                                                                           | 1609     | 2017     | GA Reismusketen       | 11.5      | |
| Rudolf-von-Tavel-Gedenkstätte Stiftung der Berner Freistudenten                                                            | 1936     | 2015     | GA Tavel-Gedenkstätte | 0.4       | |
| Schosshalden-Brunn-Gesellschaft                                                                                            | 1855     | 1999 ca. | GA SBG                | 1.2       | |
| Schützengesellschaft Länggasse, Bern                                                                                       | 1883     | 2007     | GA SGL                | 0.2       | Fragmente des Archivs. Die Schützengesellschaft Länggasse entstand 1917 durch Fusion der Militärschützengesellschaft Länggasse (gegründet 1882/83) und des Freischützenbundes Länggasse (gegründet 1889). 2022 löste sie sich wegen Nachwuchsmangels auf. |
| Schweizer Alpen-Club | 1862     | 2013     | GA SAC                | 39        | Enthält auch: Schweizerischer Frauen-Alpen-Club (SFAC) |
| Schweizerische Gemüse-Union                                                                                                | 1918     | 2016     | GA SGU                | 16        | |
| Schweizerische Gesellschaft für die Erforschung des 18. Jahrhunderts                                                       | 1991     | 2019     | GA SGEAJ              | 0.8       | |
| Schweizerische Kommende des Johanniterordens                                                                               | 1930     | 2010     | GA Johanniter         | 10        | |
| Schweizerische Studentenverbindung Helvetia                                                                                | 1832     |          | GA Helvetia           | 25        | |
| Schweizerische Unteroffiziersgesellschaft                                                                                  | 1993     | 2008     | GA SUG                | 0.3       | |
| Schweizerischer Unteroffiziersverband                                                                                      | 1864     | 2007     | GA SUOV               | 27        | |
| Schweizerischer Zweitagemarsch                                                                                             | 1950     | 2007     | GA Zweitagemarsch     | 9.5       | |
| Sektion Bern SAC | 1863     | 2018     | GA SAC Bern           | 14        | Enthält auch: Sektion Bern des Schweizerischen Frauen-Alpen-Clubs und SAC Frauensektion Bern |
| Silva-Casa Stiftung | 1965     | 2010     | GA Silva-Casa         | 4         | |
| Stiftung Brunnadere-Huus, Bern                                                                                             | 1855     | 2010     | GA Brunnadern         | 2         | |
| Stiftung Camerata Bern | 1965     | 2025     | GA Camerata           | 3.6       | |
| Stiftung der Familie v. Fischer (von Reichenbach)                                                                          | 1982     |          | GA Fischer            | 0.5       | |
| Studentenverbindung Berna Bernensis                                                                                        | 1880 ca. | 2020     | GA Berna              | 3.7       | |
| SwissPasta, Vereinigung der Schweizerischen Teigwarenindustrie (ehemals Verband Schweizerischer Teigwarenfabrikanten, VST) | 1900 ca. | 2013     | GA SwissPasta         | 21        | |
| Unteroffiziersverein der Stadt Bern                                                                                        | 1860     | 2014 ca. | GA UOVB               | 6.6       | |
| Verband bernischer Unteroffiziersvereine                                                                                   | 1921     | 2007     | GA VBUOV              | 3         | |
| Verband Schweizerischer Käseexporteure                                                                                     | 1891     | 2014     | GA VSKE               | 17.5      | |
| Verein "300 Jahre New Bern"                                                                                                | 2005     | 2011     | GA New Bern           | 0.4       | |
| Verein Ernst Kreidolf | 1947     | 2019     | GA Kreidolf           | 1         | |
| Verein für Arbeitsbeschaffung, Bern                                                                                        | 1897     | 2011     | GA VfA                | 4.3       | |
| Verein für das Alter (Pro Senectute), Sektion Bern-Stadt                                                                   | 1921     | 2017     | GA Pro Senectute      | 1         | |
| Verein Swiss Jazz Orchestra                                                                                                | 2004     | 2014     | GA VSJO               | 2         | |
| Vereinigung Berner Division (VBD)                                                                                          | 1915 ca. | 2014     | GA VBD                | 0.8       | |
| Vereinigung Berner Spezialgeschäfte (VBS)                                                                                  | 1969     | 2008     | GA VBS                | 4.5       | |
| Vereinigung Burgerliches Bern (VBB)                                                                                        | 1960     | 2012     | GA VBB                | 0.4       | |
| The Waistcoat Club of Berne                                                                                                | 1957     | 2011     | GA Waistcoat Club     | 0.25      | |